# سيد كيسلر
سيد كيسلر هو شخصية أعمال كندي، ولد في 1946 في هاميلتون في كندا.